# Icznia
Icznia (ukr. Ічня) – miasto na Ukrainie siedziba władz rejonu iczniańskiego w obwodzie czernihowskim.

## Historia
Miasto od 1957.
W 1989 liczyła 13 632 mieszkańców.
W 2013 liczyło 11 587 mieszkańców.